# 薩盧德 (查格雷斯區)
薩盧德（西班牙語：Salud），是巴拿馬的城鎮，位於該國中部，由科隆省的查格雷斯區負責管轄，面積106.2平方公里，海拔高度7米，2010年人口2,162，人口密度每平方公里20.4人。